# US Open 1974
Lo US Open 1974 è stata la 94ª edizione dello US Open e quarta prova stagionale dello Slam per il 1974. È stata l'ultima edizione in cui è stata adottata come superficie l'erba. Si è disputato dal 26 agosto al 9 settembre al West Side Tennis Club nel quartiere di Forest Hills di New York negli Stati Uniti. 
Il singolare maschile è stato vinto dallo statunitense Jimmy Connors, che si è imposto sull'australiano Ken Rosewall col punteggio di 6–1, 6–0, 6–1. Il singolare femminile è stato vinto dalla statunitense Billie Jean King, che ha battuto in finale in tre set l'australiana Evonne Goolagong Cawley. Nel doppio maschile si sono imposti Bob Lutz e Stan Smith. Nel doppio femminile hanno trionfato Rosemary Casals e Billie Jean King. Nel doppio misto la vittoria è andata a Pam Teeguarden, in coppia con Geoff Masters.

## Partecipanti

### Teste di serie
| Nazionalità      | Giocatore       | Ranking | Testa di serie |
| ---------------- | --------------- | ------- | -------------- |
| Stati Uniti      | Jimmy Connors   | 1       | 1              |
| Australia        | John Newcombe   | 2       | 2              |
| Stati Uniti      | Stan Smith      | 4       | 3              |
| Svezia           | Björn Borg      | 8       | 4              |
| Australia        | Ken Rosewall    | 6       | 5              |
| Paesi Bassi      | Tom Okker       | 5       | 6              |
| Romania          | Ilie Năstase    | 7       | 7              |
| Stati Uniti      | Arthur Ashe     | 9       | 8              |
| Argentina        | Guillermo Vilas | 10      | 9              |
| Spagna           | Manuel Orantes  | 11      | 10             |
| Stati Uniti      | Marty Riessen   | 12      | 11             |
| Cecoslovacchia   | Jan Kodeš       | 13      | 12             |
| Unione Sovietica | Alex Metreveli  | 15      | 13             |
| Stati Uniti      | Dick Stockton   | 16      | 14             |
| Stati Uniti      | Tom Gorman      | 17      | 15             |
| Messico          | Raúl Ramírez    | 23      | 16             |

## Seniors

### Singolare maschile
Jimmy Connors ha battuto in finale  Ken Rosewall con il punteggio di 6–1, 6–0, 6–1.
- È stato il 3º titolo del Grande Slam per Connors e il suo 1º US Open. Connors vinse la finale in poco più di un'ora.[1]

### Singolare femminile
Billie Jean King ha battuto in finale  Evonne Goolagong Cawley con il punteggio di 3–6, 6–3, 7–5.
- È stato l'11º titolo del Grande Slam per Billie Jean King, il suo 7º titolo nell'era open e il suo 4º (e ultimo) US Open.

### Doppio maschile
Bob Lutz /  Stan Smith hanno battuto in finale  Patricio Cornejo /  Jaime Fillol con il punteggio di 6–3, 6–3..

### Doppio femminile
Rosemary Casals /  Billie Jean King hanno battuto in finale  Françoise Dürr /  Betty Stöve con il punteggio di 7–6, 6–7, 6–4.

### Doppio misto
Pam Teeguarden /  Geoff Masters hanno battuto in finale  Chris Evert /  Jimmy Connors con il punteggio di 6–1, 7–6.

## Juniors

### Singolare ragazzi
Billy Martin ha battuto in finale  Ferdi Taygan con il punteggio di 6–4, 6–2.

### Singolare ragazze
Ilana Kloss ha battuto in finale  Mima Jaušovec con il punteggio di 6–4, 6–3.

### Doppio ragazzi
Torneo iniziato nel 1982

### Doppio ragazze
Torneo iniziato nel 1982